# جي تشن
جي تشن (بالصينية: 陳潔,) هي عازفة بيانو صينية، ولدت في 1985.

## وصلات خارجية
- الموقع الرسمي
- جي تشن على موقع ميوزك برينز (الإنجليزية)
- جي تشن على موقع أول ميوزيك (الإنجليزية)
- جي تشن على موقع ديسكوغز (الإنجليزية)